# オードリー・ブラウン
オードリー・ブラウン（Audrey Kathleen Kilner Brown、後にCourt、1913年5月24日 - 2005年6月11日）は、イギリスの陸上競技選手である。彼女は1936年ベルリンオリンピックの400メートルリレー走で、銀メダルを獲得した。

## 経歴
ブラウンはインドで生まれ、兄のラルフ（en:Ralph Kilner Brown） と弟のゴドフリーも陸上選手という家庭で育ち、彼女自身も短距離走の選手となった。
1936年に開催されたベルリンオリンピックでは、女子100メートル競走及び400メートルリレー走の代表となった。100メートル走では、12秒6の記録で予選落ちした。400メートルリレー走では、1932年ロサンゼルスオリンピックの同競技で銅メダリストとなったアイリーン・ヒスコックを筆頭に、ヴァイオレット・オルニー、バーバラ・バークというメンバーでチームを組み、第3走者を任された。イギリス代表チームは8月8日の予選を47秒5の記録で2組の2位で通過した。翌日の決勝では、前日の予選2組で46秒4という世界新記録を出して1位となっていたドイツ代表チームがバトンパスの失敗により失格となる波乱があり、47秒6の記録でアメリカ合衆国チームに続いて2位となって銀メダルを獲得した。
ブラウンはヨークにあるRowntree's Cocoa Worksという企業の従業員だった。彼女に関する情報は、ヨークの中央図書館に所蔵された会社報に記録されている。後に、大英帝国勲章第5階位（MBE）を受章した。